# Sociologie rurale
La sociologie rurale est une branche de la sociologie qui s'intéresse aux sociétés rurales et au ruralisme, dans leur entièreté et dans leurs rapports avec le reste du monde.
La sociologie rurale fait appel, dans une approche qui va du particulier au global, à des notions et des outils qui appartiennent à la sociologie générale, à des sociologies particulières (sociologie politique, sociologie du travail, sociologie de la famille, sociologie des religions, sociologie urbaine...), mais aussi à d'autres disciplines telles que la psychologie, la géographie, la démographie, d'agronomie ou les sciences politiques.
Ainsi pour les chercheurs en sociologie rurale, les disciplines sont reliées. La géographie permet d'étudier les interactions entre les sociétés humaines et le milieu naturel, dans sa distribution spatiale. L'économie rurale, quant à elle, fait partie de l'économie politique. L'histoire sociale, permet de décrire la vie paysanne dans le passé, quand l'agriculture était une activité dominante. Les ethnologues se penchent sur des structures considérées archaïques où la production de nourriture occupait une place centrale. Bien que le milieu rural ait ses spécificités, la sociologie rurale adopte des méthodes et des techniques communes à d'autres sciences sociales. C'est pourquoi, les auteurs concluent : « Le milieu rural est un champ d'investigation pour toutes les sciences sociales et son étude ne saurait constituer une discipline autonome. ».

### Notices d'autorité
- Notices dans des dictionnaires ou encyclopédies généralistes :   - Internetowa encyklopedia PWN
  - Proleksis enciklopedija
  - Universalis
- Notices d'autorité :   - BnF (données)
  - LCCN
  - GND
  - Japon
  - Espagne
  - Israël
  - Tchéquie
  - Lettonie